# تنجلو
تَنگـِلو یا نارِنگلابی ، یک نوع نارنگی است (نام علمی: Citrus ×tangelo) نام یک گونه از سرده مرکبات است.